# Велика награда Велике Британије
Велика награда Велике Британије је трка Формуле 1 која се организује у Уједињеном Краљевству под окриљем организације Моторспорт УК. Први пут је одржана 1926. године у организацији Краљевског аутомобилског клуба, а од 1948. се одржава сваке године. Од 1950. године непрекидно је део Светског шампионата Формуле 1.
Године 1952, након преноса закупа стазе Силверстоун на Британски клуб тркачких возача, Краљевски аутомобилски клуб је препустио организацију трка на тој стази Британском клубу тркачких возача, док је организацију трка на стази Ентри предао Британском аутомобилском тркачком клубу. Оваква подела организације трајала је до касних 1970-их, када је Краљевски аутомобилски клуб основао организацију Асоцијација Мото спорта и поново преузео контролу над организацијом трке. Та организација је 2018–2019. године преименована у Моторспорт УК, када се и формално одвојила од Краљевског аутомобилског клуб.
Велика награда Велике Британије се тренутно одржава на стази Силверстон, у близини села Силверстоун у грофовији Нортхемптоншир, у Енглеској. Трка из 2019. године била је 70. пут да се одржава као део Светског шампионата, и 53. пут да се рунда шампионата вози на стази Силверстоун.
Ова трка је најстарија у календару Формуле 1, јер је управо трка на Силверстоуну из 1950. године била прва у инаугуралној сезони шампионата. Заједно са Великом наградом Италије, једина је која се одржава у свакој сезони првенства Формуле 1. Велика награда Велике Британије била је део Светског првенства произвођача 1926. и 1927. године, али се није возила током постојања Европског првенства. Трка је пет пута, између 1950. и 1977. године, носила и почасни назив Велика награда Европе, који је сваке године додељиван једној европској трци.
Све Велике награде Велике Британије од 1926. године до данас одржане су у Енглеској, где је и седиште британске аутомобилске индустрије.
Очекује се да ће се догађај наставити одржавати на стази Силверстоун најмање до 2034. године.

## Места одржавања
| Место                    | Година         |
| ------------------------ | -------------- |
| Брукландс                | 1926, 1927.    |
| Силверстоун              | 1948. до 1954. |
| Ентри и Силверстоун      | 1955. до 1960. |
| Ентри                    | 1961, 1962.    |
| Силверстоун и Брендс хеч | 1963. до 1986. |
| Силверстоун              | од 1987.       |

## Победници

### Вишеструки победници (возачи)
| Победе | Возач                 | Година                                               |
| ------ | --------------------- | ---------------------------------------------------- |
| 9      | Луис Хамилтон         | 2008, 2014, 2015, 2016, 2017, 2019, 2020, 2021, 2024 |
| 5      | Џим Кларк             | 1962, 1963, 1964, 1965, 1967.                        |
| 5      | Ален Прост            | 1983, 1985, 1989, 1990, 1993.                        |
| 4      | Најџел Менсел         | 1986, 1987, 1991, 1992.                              |
| 3      | Џек Брабам            | 1959, 1960, 1966.                                    |
| 3      | Ники Лауда            | 1976, 1982, 1984.                                    |
| 3      | Михаел Шумахер        | 1998, 2002, 2004.                                    |
| 2      | Алберто Аскари        | 1952, 1953.                                          |
| 2      | Хосе Фројлан Гонзалез | 1951, 1954.                                          |
| 2      | Стерлинг Мос          | 1955, 1957.                                          |
| 2      | Џеки Стјуарт          | 1969, 1971.                                          |
| 2      | Емерсон Фитипалди     | 1972, 1975.                                          |
| 2      | Жак Вилнев            | 1996, 1997.                                          |
| 2      | Дејвид Култард        | 1999, 2000.                                          |
| 2      | Фернандо Алонсо       | 2006, 2011.                                          |
| 2      | Марк Вебер            | 2010, 2012.                                          |
| 2      | Себастијан Фетел      | 2009, 2018.                                          |

### Вишеструки победници (конструктори)
Подебљани конструктори су и даље активни у такмичењу Формуле 1
| Победе | Конструктор | Година                                                                                                |
| ------ | ----------- | --- |
| 18     | Ферари      | 1951, 1952, 1953, 1954, 1958, 1961, 1976, 1978, 1990, 1998, 2002, 2003, 2004, 2007, 2011, 2018, 2022. |
| 15     | Мекларен    | 1973, 1975, 1977, 1981, 1982, 1984, 1985, 1988, 1989, 1999, 2000, 2001, 2005, 2008, 2025.             |
| 10     | Вилијамс    | 1979, 1980, 1986, 1987, 1991, 1992, 1993, 1994, 1996, 1997.                                           |
| 10     | Мерцедес    | 1955, 2013, 2014, 2015, 2016, 2017, 2019, 2020, 2021, 2024.                                           |
| 8      | Лотус       | 1962, 1963, 1964, 1965, 1967, 1968, 1970, 1972.                                                       |
| 4      | Ред бул     | 2009, 2010, 2012, 2023.                                                                               |
| 2      | Делаж       | 1926, 1927.                                                                                           |
| 2      | Масерати    | 1948, 1949.                                                                                           |
| 2      | Купер       | 1959, 1960.                                                                                           |
| 2      | Тајрел      | 1971, 1974.                                                                                           |
| 2      | Рено        | 1983, 2006.                                                                                           |

## Победници по годинама
*Од 1950.
| Година | Возач                   | Конструктор    |
| ------ | ----------------------- | -------------- |
| 2025.  | Ландо Норис             | Мекларен       |
| 2024.  | Луис Хамилтон           | Мерцедес       |
| 2023.  | Макс Верстапен          | Ред Бул        |
| 2022.  | Карлос Саинз            | Ферари         |
| 2021.  | Луис Хамилтон           | Мерцедес       |
| 2020.  | Луис Хамилтон           | Мерцедес       |
| 2019.  | Луис Хамилтон           | Мерцедес       |
| 2018.  | Себастијан Фетел        | Ферари         |
| 2017.  | Луис Хамилтон           | Мерцедес       |
| 2016.  | Луис Хамилтон           | Мерцедес       |
| 2015.  | Луис Хамилтон           | Мерцедес       |
| 2014.  | Луис Хамилтон           | Мерцедес       |
| 2013.  | Нико Розберг            | Мерцедес       |
| 2012.  | Марк Вебер              | Ред Бул        |
| 2011.  | Фернандо Алонсо         | Ферари         |
| 2010.  | Марк Вебер              | Ред Бул        |
| 2009.  | Себастијан Фетел        | Ред Бул        |
| 2008.  | Луис Хамилтон           | Макларен       |
| 2007.  | Кими Рејкенен           | Ферари         |
| 2006.  | Фернандо Алонсо         | Рено           |
| 2005.  | Хуан Пабло Монтоја      | Макларен       |
| 2004.  | Михаел Шумахер          | Ферари         |
| 2003.  | Рубенс Барикело         | Ферари         |
| 2002.  | Михаел Шумахер          | Ферари         |
| 2001.  | Мика Хекинен            | Макларен       |
| 2000.  | Дејвид Култард          | Макларен       |
| 1999.  | Дејвид Култард          | Макларен       |
| 1998.  | Михаел Шумахер          | Ферари         |
| 1997.  | Жак Вилнев              | Вилијамс-Рено  |
| 1996.  | Жак Вилнев              | Вилијамс-Рено  |
| 1995.  | Џони Херберт            | Бенетон-Рено   |
| 1994.  | Дејмон Хил              | Вилијамс-Рено  |
| 1993.  | Ален Прост              | Вилијамс-Рено  |
| 1992.  | Најџел Менсел           | Вилијамс-Рено  |
| 1991.  | Најџел Менсел           | Вилијамс-Рено  |
| 1990.  | Ален Прост              | Ферари         |
| 1989.  | Ален Прост              | Макларен-Хонда |
| 1988.  | Ајртон Сена             | Макларен-Хонда |
| 1987.  | Најџел Менсел           | Вилијамс-Рено  |
| 1986.  | Најџел Менсел           | Вилијамс-Рено  |
| 1985.  | Ален Прост              | Макларен-ТАГ   |
| 1984.  | Ники Лауда              | Макларен-ТАГ   |
| 1983.  | Ален Прост              | Рено           |
| 1982.  | Ники Лауда              | Макларен-Форд  |
| 1981.  | Џон Вотсон              | Макларен-Форд  |
| 1980.  | Алан Џонс               | Вилијамс-Форд  |
| 1979.  | Клеј Регацони           | Вилијамс-Форд  |
| 1978.  | Карлос Ројтеман         | Ферари         |
| 1977.  | Џејмс Хант              | Макларен-Форд  |
| 1976.  | Ники Лауда              | Ферари         |
| 1975.  | Емерсон Фитипалди       | Макларен-Форд  |
| 1974.  | Џоди Шектер             | Тирел-Форд     |
| 1973.  | Питер Ревсон            | Макларен-Форд  |
| 1972.  | Емерсон Фитипалди       | Лотус-Форд     |
| 1971.  | Џеки Стјуарт            | Тирел-Форд     |
| 1970.  | Јохен Ринт              | Лотус-Форд     |
| 1969.  | Џеки Стјуарт            | Матра-Форд     |
| 1968.  | Џо Зиферт               | Лотус-Форд     |
| 1967.  | Џим Кларк               | Лотус-Форд     |
| 1966.  | Џек Брабам              | Брабам-Репко   |
| 1965.  | Џим Кларк               | Лотус-Климакс  |
| 1964.  | Џим Кларк               | Лотус-Климакс  |
| 1963.  | Џим Кларк               | Лотус-Климакс  |
| 1962.  | Џим Кларк               | Лотус-Климакс  |
| 1961.  | Волфганг вон Трипс      | Ферари         |
| 1960.  | Џек Брабам              | Купер-Климакс  |
| 1959.  | Џек Брабам              | Купер-Климакс  |
| 1958.  | Питер Колинс            | Ферари         |
| 1957.  | Стерлинг Мос Тони Брукс | Ванвол         |
| 1956.  | Хуан Мануел Фанхио      | Ферари         |
| 1955.  | Стерлинг Мос            | Мерцедес       |
| 1954.  | Хосе Фројлан Гонзалез   | Ферари         |
| 1953.  | Алберто Аскари          | Ферари         |
| 1952.  | Алберто Аскари          | Ферари         |
| 1951.  | Хосе Фројлан Гонзалез   | Ферари         |
| 1950.  | Ђузепе Фарина           | Алфа Ромео     |